# Clarity (single van Zedd)
Clarity is een single van de Russisch-Duitse dj Zedd met de Britse zangeres Foxes uit 2012. Het stond in hetzelfde jaar als vijfde track op het album Clarity van Zedd.

## Achtergrond
Clarity is geschreven door Holly Hafferman, Matthew Koma, Anton Zaslavski en Porter Robinson en geproduceerd door Zedd. het nummer betekende de internationale doorbraak voor Zedd. Voor Foxes in het haar grootste hit, met enkel Let Go for Tonight uit 2014 met vergelijkbare noteringen. Het lied kwam in meerdere hitlijsten terecht, met als hoogste plaats de nummer acht positie in de Billboard Hot 100. In Nederland was het nummer een minder succes, met enkel de 81e plek in de Single Top 100 en een zesde positie in de Tipparade. In België was het ook een klein hitje, met slechts de 38e positie in de Vlaamse Ultratop 50 en een elfde positie in de Waalse Ultratip 100-lijst.